# Pietro Parente
Pietro Parente (ur. 16 lutego 1891 w Casalnuovo Monterotaro, zm. 29 grudnia 1986 w Watykanie) – włoski duchowny katolicki, kardynał, wysoki urzędnik Kurii Rzymskiej. 

## Życiorys
Święcenia kapłańskie przyjął 18 marca 1916 roku w Rzymie. W latach 1916–1926 rektor seminarium duchownego w Neapolu. Był wykładowcą na Papieskim Uniwersytecie Laterańskim w Rzymie w latach 1926–1934 i 1940–1955. Rektor Papieskiego Ateneum Urbaniana "De Propaganda Fide" w Rzymie w latach 1934–1938.
15 września 1955 roku otrzymał nominację na arcybiskupa Perugii, a sakrę biskupią przyjął 23 października 1955 roku w bazylice św. Piotra na Watykanie z rąk kard. Federico Tedeschini archiprezbitera bazyliki św. Piotra w Watykanie. 23 października 1959 roku mianowany arcybiskupem tytularnym Tolemaide di Tebaide i asesorem w Kongregacji Świętego Oficjum. Brał udział w obradach Soboru Watykańskiego II w latach 1962–1965. 7 grudnia 1965 roku mianowany sekretarzem Kongregacji Nauki Wiary.
Na konsystorzu 26 czerwca 1967 roku papież Paweł VI wyniósł go do godności kardynalskiej z tytułem kardynała prezbitera San Lorenzo in Lucina. Po osiągnięciu wieku emerytalnego w 1967 roku złożył dymisję z zajmowanego stanowiska, którą Paweł VI przyjął. Zmarł 29 grudnia 1986 roku w Watykanie. Pochowano go w Casalnuovo Monterotaro.